# Pierre Dionis
Pour les articles homonymes, voir Dionis.
Pierre Dionis, né en 1643 à Paris où il est mort le 11 décembre 1718, est un chirurgien et anatomiste français, élève de Joseph-Guichard Du Verney.

## Biographie
Dionis est nommé chirurgien par Louis XIV en 1672 pour enseigner « l'anatomie selon la circulation du sang » alors que la faculté de médecine de Paris conteste la découverte de la circulation du sang par William Harvey. En 1680, il devient médecin et chirurgien de la reine Marie-Thérèse d'Autriche. En 1712, il devient médecin et premier chirurgien du dauphin, de la maison de France et de plusieurs princes de sang. En 1713, il devient accoucheur de la duchesse de Berry. Il enseigne l'anatomie et la chirurgie au Jardin du roi. En 1715, il est appelé au chevet de Louis XIV mourant et se prononce pour l'amputation de l'une des jambes du monarque, mais il était trop tard.
Son petit-fils, Charles Dionis, né et mort à Paris (1710–1776), a laissé une Dissertation sur le ténia (1749).

## Publications

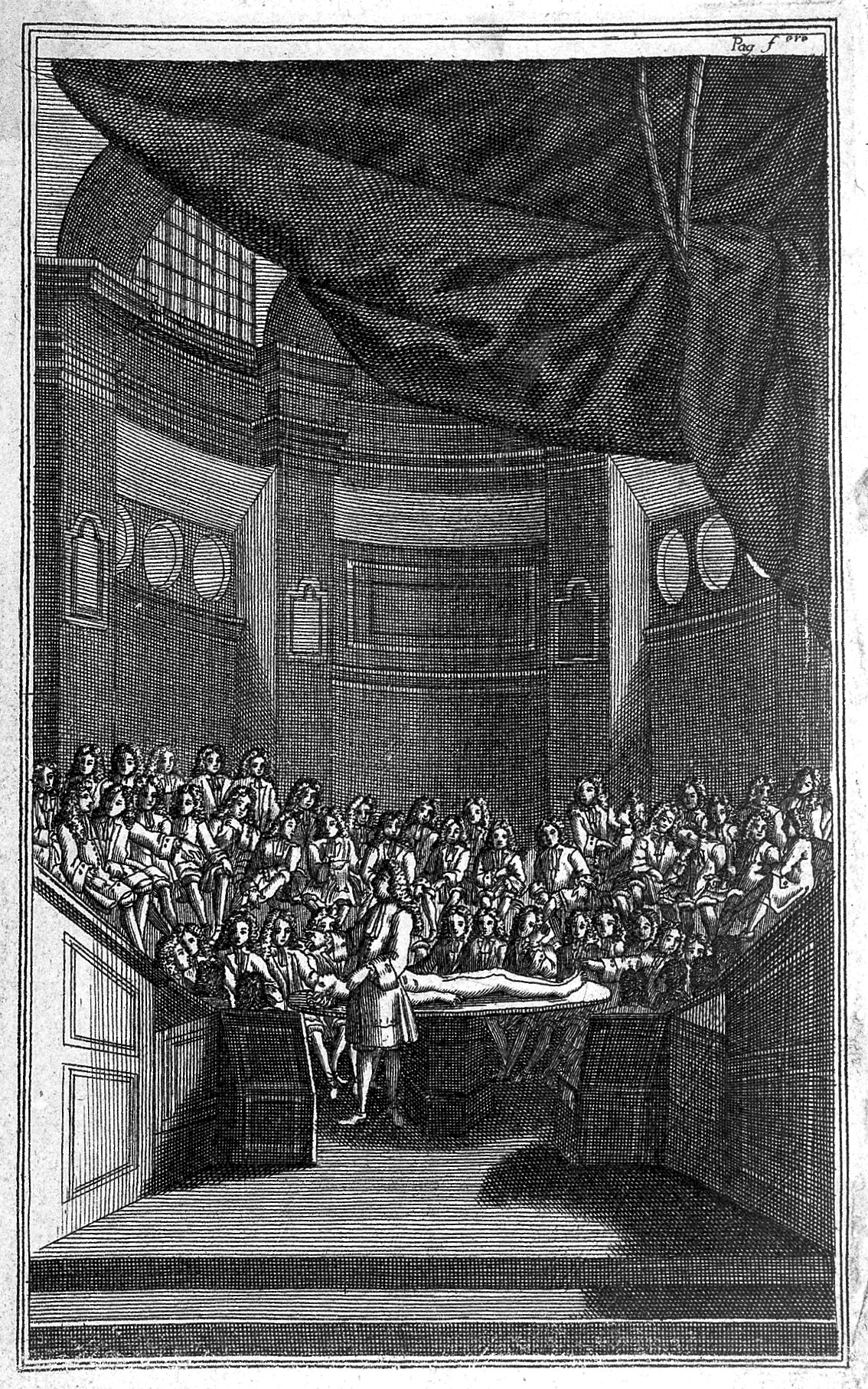
Jean-Baptiste Scotin, Pierre Dionis dirigeant une dissection, gravure

- Anatomie de l'homme suivant la circulation du sang et les dernières découvertes, 1690 — Traduit en plusieurs langues dont le latin[3] et la « langue tartare des Mantcheou, ou tartare orientale[4] » ; traduction anglaise : 1716[5]
- Dissertation sur la mort subite. Avec l'histoire d'une fille cataleptique, Paris, d'Houry, 1710
- Traité général des accouchements, qui instruit de tout ce qu'il faut faire pour être habile accoucheur, 1718[6]
- Dissertation sur la mort subite et sur la catalepsie : avec la relation de plusieurs personnes qui ont été attaquées, Paris, d'Houry, 1718
- Cours d'opérations de chirurgie , démontrées au Jardin royal, 4e  éd., revue, augmentée de remarques importantes par G[eorge] de La Faye[7], Paris, d'Houry, 1740 — 2e  éd. : 1714 — Traduction en anglais en 1710[8] et en allemand en 1712[9]. La première édition est de 1707[10].